# Castigo (miniserie televisiva)
Castigo è uno sceneggiato televisivo diviso in quattro episodi del 1977, tratto dall'omonimo romanzo di Matilde Serao, per la regia di Anton Giulio Majano, con Aldo Reggiani, Eleonora Giorgi e Laura Belli.